# لويس بوس
لويس بوس (بالإنجليزية: Lewis Boss)‏ (و. 1846 – 1912 م) هو عالم فلك من الولايات المتحدة الأمريكية. ولد في بروفيدنس، رود آيلاند. كان عضوًا في الأكاديمية الروسية للعلوم، والأكاديمية الأمريكية للفنون والعلوم، والأكاديمية البروسية للعلوم.
توفي في ألباني، نيويورك، عن عمر يناهز 66 عاماً.

## التعليم
تعلم في دارتموث.

## جوائز
حصل على جوائز منها:
- Lalande Prize [الإنجليزية]‏ (1911)
- الميدالية الذهبية للجمعية الفلكية الملكية (1905).

## روابط خارجية
- لويس بوس على موقع الموسوعة البريطانية (الإنجليزية)